# Wajir County
Wajir is een county en voormalig Keniaans district in de provincie Kaskazini-Mashariki. Het district telt 781.263 inwoners (2019) en heeft een bevolkingsdichtheid van 6 inw/km². Ongeveer 2,1% van de bevolking leeft onder de armoedegrens en ongeveer 75% van de huishoudens heeft beschikking over elektriciteit. Hoofdplaats is Wajir.
In augustus 2007 werd er een nieuw district opgericht genaamd het Wajir South district, met de hoofdstad in Habaswein, 120km ten zuiden van Wajir. Het nieuwe district werd uit het district Wajir gehaald en werd volledig operationeel met een nieuwe commissaris. In 2013 werd de verandering teruggedraaid.

## Bevolking
In 2019 telde het district 781.263 inwoners, een stijging ten opzichte van 661.941 inwoners in 2009 en 319.261 inwoners in 1999. In 1979 telde het district nog 139.319 inwoners.

### Religie
De religieuze samenstelling van Wajir County is vrij homogeen. Bijna 98% van de bevolking is islamitisch. Een kleine minderheid van de bevolking is christelijk.
| Religieuze samenstelling in 2019 | Religieuze samenstelling in 2019 | Religieuze samenstelling in 2019 | Religieuze samenstelling in 2019 | Religieuze samenstelling in 2019 |
| -------------------------------- | -------------------------------- | -------------------------------- | -------------------------------- | -------------------------------- |
|                                  |                                  |                                  |                                  |                                  |
| Katholieke Kerk                  | Katholieke Kerk                  |                                  | 0,3%                             | 0,3%                             |
| Protestantisme                   | Protestantisme                   |                                  | 0,2%                             | 0,2%                             |
| Overige christenen               | Overige christenen               |                                  | 0,3%                             | 0,3%                             |
| Islam                            | Islam                            |                                  | 99,0%                            | 99,0%                            |
| Anders + onbekend                | Anders + onbekend                |                                  | 0,2%                             | 0,2%                             |